# حكاية بحرينية (فلم)
حكاية بحرينية هو فيلم بحريني من إخراج المخرج البحريني بسام الذوادي، كتب السيناريو له المؤلف فريد رمضان، والفيلم من بطولة نخبة متميزة جدا من الممثلين البحرينيين امثال جمعان الرويعي، فاطمة عبد الرحيم، مريم زيمان، مبارك خميس، يوسف بوهلول، شذى سبت، نديم زيمان، شيماء جناحي والكثير من الممثلين. يحكي الفيلم عن جانب من جوانب البحرين قديما وبالتحديد من المحرق سنة 1967 إلى سنة 1970 ويعرض جوانب من الواقع البحريني حاليا مثل الحرية، قضايا المرأة، العنف، التفرقة والطائفية، التصديق بالخرافات.

## روابط خارجية
- مقالات تستعمل روابط فنية بلا صلة مع ويكي بيانات